# Talp de les illes Senkaku
El talp de les illes Senkaku (Mogera uchidai) és una espècie de mamífer de la família dels tàlpids. Antigament se'l classificava dins del gènere monotípic Nesoscaptor. És endèmic de les illes Senkaku. Està amenaçat per la pèrdua d'hàbitat.